# Gastrotheca chrysosticta
Espèce
Statut de conservation UICN

 EN  : En danger
Gastrotheca chrysosticta est une espèce d'amphibiens de la famille des Hemiphractidae.

## Répartition
Cette espèce se rencontre de 1 500 à 1 600 m d'altitude dans la cordillère des Andes :
- en Argentine dans la province de Salta dans les départements Santa Victoria et d'Iruya ;
- en Bolivie dans le sud-ouest du département de Tarija.

## Publication originale
- Laurent, 1976 : Nuevas notas sobre el genero Gastrotheca Fitzinger. Acta Zoologica Lilloana, vol. 32, no 3, p. 31-66.